# Le spie vengono dal semifreddo
Le spie vengono dal semifreddo è un film del 1966 diretto da Mario Bava.

## Trama
Il Dottor Goldfoot ha intenzione di provocare un conflitto internazionale tra gli USA e l'URSS. Per fare ciò, si servirà di un esercito di automi. Sono le "ragazze-esplosive", robot sensuali capaci di auto-distruggersi. Ad impedire questa follia, saranno Franco e Ciccio, due maldestri addetti di un albergo, desiderosi di diventare spie.

## Produzione

Al centro Gianfranco Funari e a destra Francesco Mulè

Fulvio Lucisano, dopo il successo di Due mafiosi contro Goldginger, decise di scrivere una storia per il duo comico siciliano, avvalendosi di una co-produzione internazionale. Si tratta del sequel di Dr. Goldfoot e il nostro agente 00¼.
Esistono due versioni in circolazione: quella italiana, che ha più scene con Franco e Ciccio, e quella americana, invece, che punta su Vincent Price.
Mario Bava non era interessato al progetto ma fu costretto a parteciparvi perché era sotto contratto con Lucisano.
Gli interni sono stati ricreati negli studi di Cinecittà. La maggior parte delle scene sono ambientate a Roma.
È il terzo film di Laura Antonelli avendo prima partecipato al film Il magnifico cornuto, regia di Antonio Pietrangeli (1964) e Le sedicenni, regia di Luigi Petrini (1965)

## Distribuzione
Negli Stati Uniti il film è conosciuto col titolo Dr. Goldfoot and the Girl Bombs.

## Accoglienza
Paolo Mereghetti, nel suo dizionario omonimo, lo considera una «goffa parodia dei film di 007 girata in economia».
La rivista FilmTv recensisce la pellicola come «una farsa infantile e simpatica».